# Grimoald de Bari
Grimoald Alferanites a fost un nobil longobard din sudul Italiei, devenit principe de Bari între 1121 și 1132.
După ce un război civil a izbucnit în Bari, Risone, arhiepiscopul orașului, a fost asasinat (1117), iar principesa de Taranto, Constanța de Franța, a fost închisă în Giovinazzo (1119) de către Grimoald, sprijinit de contele Alexandru de Conversano. Papa Calixt al II-lea a intervenit pentru a intermedia eliberarea principesei Constanța în 1120, care a fost nevoită să recunoască titlurile lui Grimoald. Pe parcursul conflictului, Grimoald a fost ales conducător în 1121, aflându-se în opoziție față de ducele Guillaume al II-lea de Apulia, suzeranul legal asupra Bari. El a utilizat mai întâi titlul de dominus sau dominator, precum în barensium dominator în octombrie 1121. În iunie 1123, o diplomă de inspirație bizantină îl numește ca Grimoaldus Alferanites gratia Dei et beati Nikolai barensis princeps.
În mai 1122, Grimoald a intrat în alianță cu Republica Veneția. În octombrie 1127, el a fost atras în tabăra contelui Roger al II-lea de Sicilia în contextul pretențiilor acestuia în succesiunea Apuliei. Cu toate acestea, în 1129, Grimoald și câțiva alți baroni notabili din Apulia s-au răsculat după ce papa Honoriu al II-lea și-a dat acordul pentru noul titlu al lui Roger. Cu o flotă de 60 de vase, amiralul George de Antiohia a blocat portul din Bari și l-a asediat pe Grimoald vreme de 6 luni, din primăvară până în august, când Grimoald a fost nevoit să capituleze. Totuși, lui Grimoald i s-a conferit iertarea integrală din partea lui Roger și i s-a confirmat titlul princiar. Atunci când, în 1130, Roger căuta obținerea coroanei regale, primind astfel o onoare superioară celei a principelui (precum dețineau conducătorii din Capua și Bari).
Aliindu-se cu Tancred de Conversano, un vechi aliat al său și renegat față de dinastia Hauteville, Grimoald a pornit răscoala în 1131 și a capturat portul Brindisi în ziua de Crăciun. El a menținut Brindisi până în mai 1132, când, după preziceri astronomie și insistențe papale, dar mai ales după ce Roger a părăsit Sicilia pentru a înăbuși insurecția din Apulia, locuitorii din Bari s-au dezis de principele lor, iar Grimoald și întreaga sa familie s-au predat. Principele depus și familia sa au fost duși în Sicilia, în vreme ce Tancred a fost iertat doar cu condiția de a participa la cruciadă. Grimoald a fost înlocuit de către propriul fiu al lui Roger, Tancred.
Potrivit descrierii lui Falco de Benevento, Grimoald era un vir mirabilis et bellicosi spiritus, iar cronicarul Orderic Vitalis îl numește ca liberalem et strenuum virum. Se pare că Grimoald a fost acel principe de Bari care, în conformitate cu datarea evenimentelor, l-ar fi salvat pe Sfântul Ioan de Matera din închisoare, solicitându-i apoi să scrie o lucrare de teologie prin care să demonstreze dreapta credință a principelui. El mai este cunoscut prin aceea că a avut un strâns control asupra bisericilor din posesiunile sale și că a fost un mare patron al bisericii Sfântului Nicolae din Bari.